# 建国橋

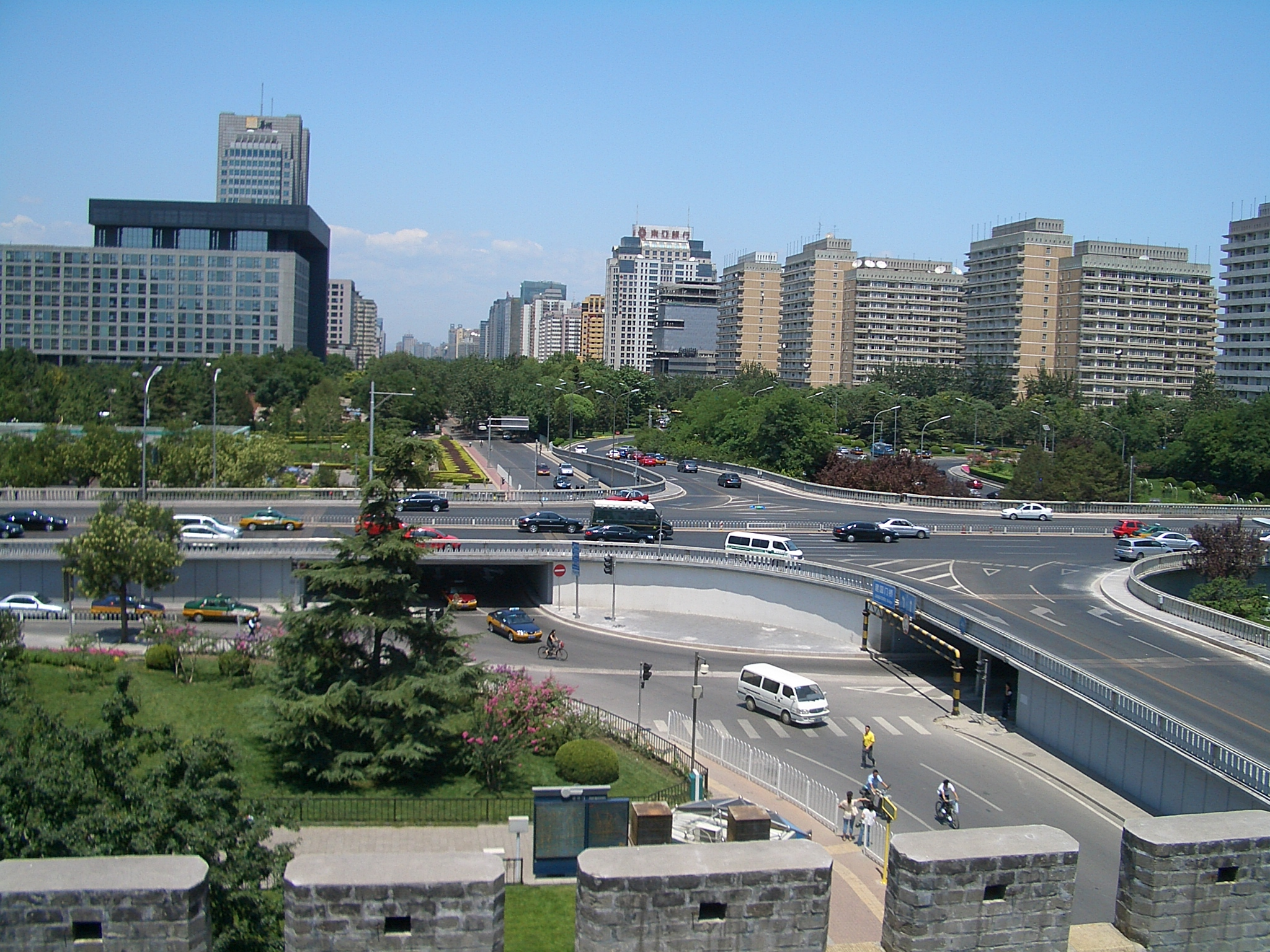
北京古代天文台から眺めた建国橋と、建国門外外交公寓（右）

建国橋（けんこくばし）は、北京市の建国門に位置する、北京二環路と長安街が交わる立体交差点。

## 周辺施設
- 長富宮飯店
- 建国門外街道
- 北京古観象台
- 日壇

## 最寄駅
- 建国門駅

## 参照
- 北京地下鉄のたび―建国門駅｜北京観光ウェブサイトー北京市観光局オフィシャルウェブサイト[リンク切れ]